# Roswell (Ohio)
Roswell és una població dels Estats Units a l'estat d'Ohio. Segons el cens del 2000 tenia 276 habitants.

## Demografia
Segons el cens del 2000, Roswell tenia 276 habitants, 91 habitatges, i 72 famílies. La densitat de població era de 394,7 habitants per km².
Dels 91 habitatges en un 48,4% hi vivien nens de menys de 18 anys, en un 65,9% hi vivien parelles casades, en un 5,5% dones solteres, i en un 19,8% no eren unitats familiars. En el 15,4% dels habitatges hi vivien persones soles el 5,5% de les quals corresponia a persones de 65 anys o més que vivien soles. El nombre mitjà de persones vivint en cada habitatge era de 3,03 i el nombre mitjà de persones que vivien en cada família era de 3,33.
Per edats la població es repartia de la següent manera: un 32,2% tenia menys de 18 anys, un 7,6% entre 18 i 24, un 35,5% entre 25 i 44, un 17,8% de 45 a 60 i un 6,9% 65 anys o més.
L'edat mediana era de 33 anys. Per cada 100 dones de 18 o més anys hi havia 101,1 homes.
La renda mediana per habitatge era de 27.000 $ i la renda mediana per família de 27.500 $. Els homes tenien una renda mediana de 26.500 $ mentre que les dones 17.115 $. La renda per capita de la població era de 10.627 $. Aproximadament l'11,8% de les famílies i el 21,6% de la població estaven per davall del llindar de pobresa.

## Poblacions més properes
El següent diagrama mostra les poblacions més properes.